# South Beach
South Beach è una parte di Miami Beach, Florida che comprende i 23 isolati più a sud di un'isola che separa l'oceano Atlantico e la Baia di Biscayne. Questa area è stata la prima di Miami Beach ad essere sviluppata già dal 1910, grazie agli sforzi di Carl G. Fisher, dei fratelli Lummus, di John S. Collins, e altri. L'area è passata attraverso molte modifiche introdotte sia dall'uomo che dalla natura, inclusi una grande crescita economica, lo sviluppo turistico e l'uragano del 1926 che la distrusse per buona parte.

## Storia

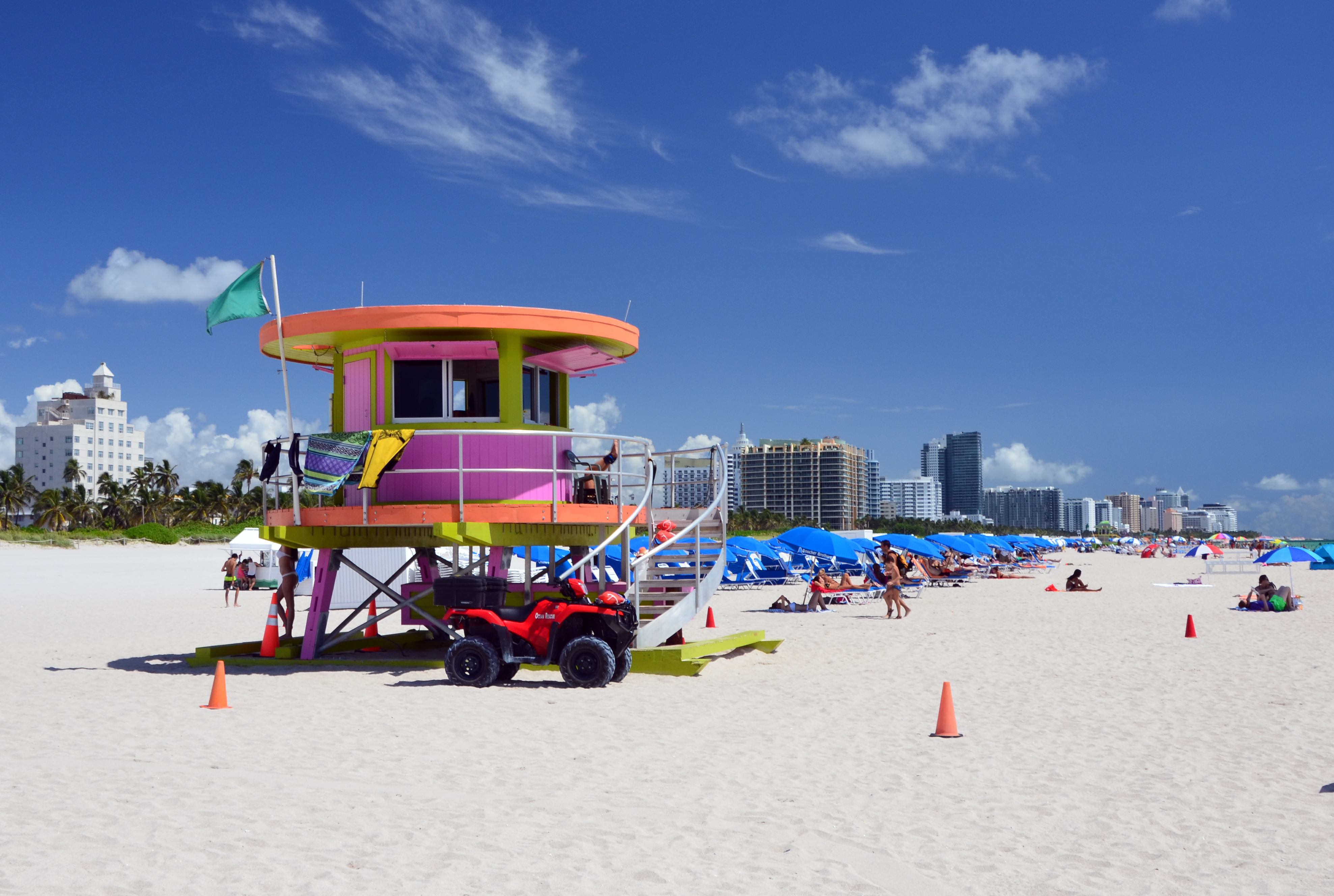
South Beach

All'inizio South Beach venne sfruttato per l'agricoltura. Nel 1870, Henry e Charles Lum comprarono 165 acri di terreno (668000 m²) per coltivare noci di cocco. Charles Lum costruì la prima casa sulla spiaggia nel 1886. Nel 1894, i fratelli Lum abbandonarono l'isola, vendendo la piantagione a John Collins, che arrivò due anni dopo per controllare la terra. Sfruttò il terreno per la coltivazione, scoprendo diverse fonti d'acqua ed estendendo il suo appezzamento dalla 14ª strada alla 67ª nel 1907.
Nel 1912, i fratelli Lummus, uomini d'affari di Miami comprarono 400 acri (1,6 km²) di terreno da Collins, per costruire una cittadina di modeste casette monofamiliari in riva all'Oceano. Nel 1913 Collins iniziò a costruire un ponte da Miami a Miami Beach. Anche se altri residenti investirono nel ponte, Collins si trovò a corto di quattrini prima che l'opera fosse completata.
Carl G. Fisher, un imprenditore di successo che aveva fatto milioni nel 1909, vendendo la propria azienda alla Union Carbide, arrivò nel 1913. Progettava di rendere South Beach una città indipendente da Miami. Nello stesso anno, aprì il ristorante Joe's Stone Crab. Fisher prestò 50000 $ a Collins per il ponte, che fu completato nel giugno. Il Collins Bridge fu in seguito rimpiazzato dal Venetian Causeway.
Il 26 marzo 1915, Collins, i Lummus e Fisher fondarono la città di Miami Beach. Nel 1920 si completò il County Causeway (chiamato MacArthur Causeway dopo la seconda guerra mondiale). I Lummus vendettero la loro proprietà sull'oceano, tra la sesta e la quattordicesima strada, alla città. Da allora, la zona è nota come Lummus Park.
Nel 1920 iniziò il boom immobiliare di Miami Beach. Le principali vie di South Beach (5th Street, Alton Road, Collins Avenue, Washington Avenue e Ocean Drive) erano tutte adatte al traffico automobilistico. Per tutti gli anni venti la popolazione crebbe e milionari come Harvey Firestone, J.C. Penney, Harvey Stutz, Albert Champion, Frank Seiberling e Rockwell LaGorce costruirono case a Miami Beach. Il presidente Warren Gamaliel Harding soggiornò al Flamingo Hotel aumentando l'interesse per l'area.
Nel corso degli anni trenta avvenne una rivoluzione architettonica portando a Miami Beach l'Art déco, lo Streamline Moderne e la moderna architettura nautica. Ancora oggi, a South Beach si trova la maggiore concentrazione mondiale di architetture Streamline Moderne Art Deco. Napier, in Nuova Zelanda, un'altra importante città Art Deco, suscita una comparazione interessante con Miami Beach, dato che venne ricostruita in quello stile dopo essere stata distrutta da un terremoto nel 1931.

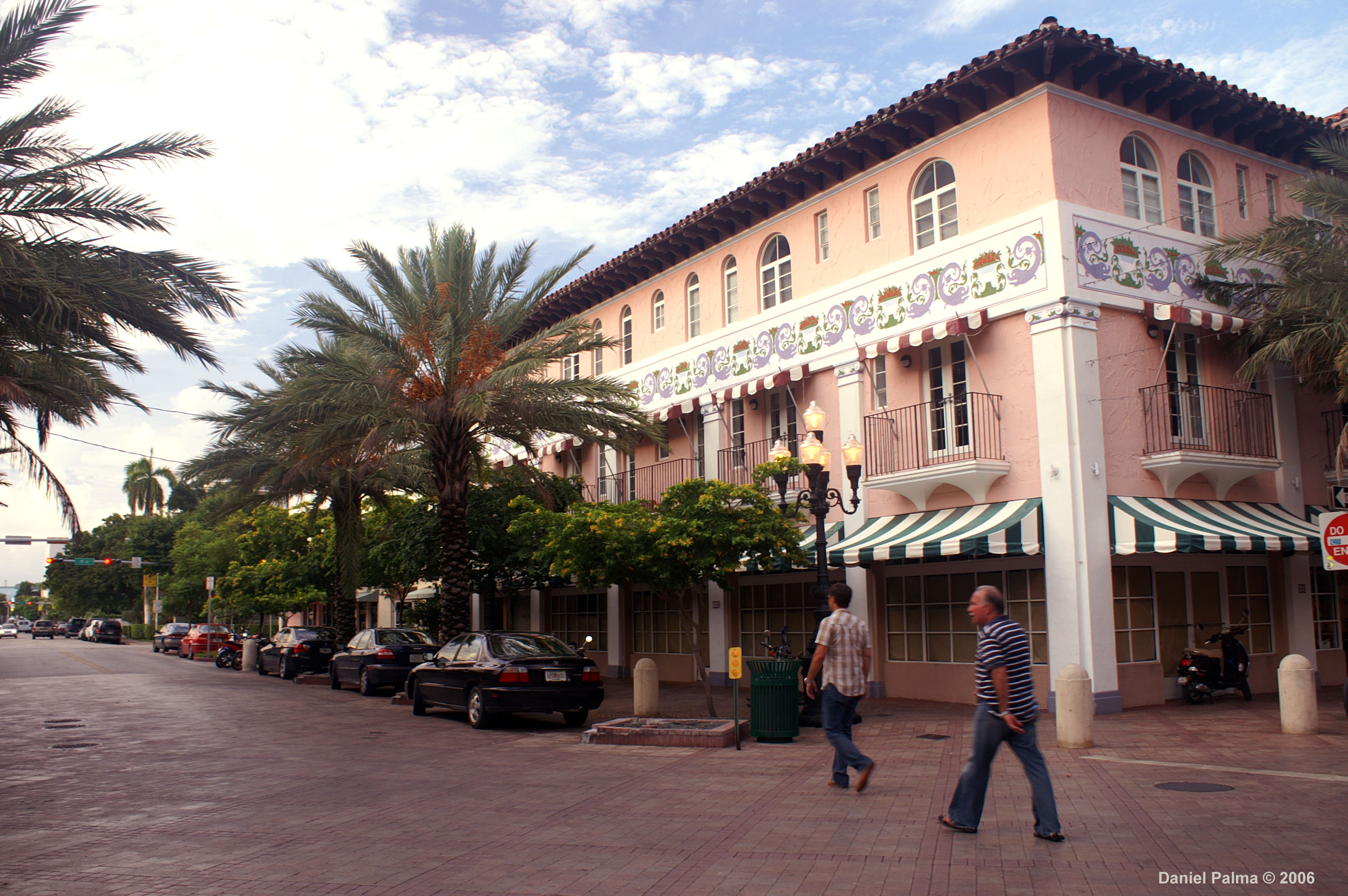
Española Way e Drexel Avenue - Plaza de España (South Beach), vista verso nord

Nel 1940, la spiaggia aveva una popolazione di 28 000 abitanti. Dopo l'attacco del 7 dicembre 1941 a Pearl Harbor, il corpo aereo dell'esercito prese il controllo di Miami Beach.
Nel 1966, South Beach divenne famosa quando Jackie Gleason la utilizzò per registrare il suo programma di varietà settimanale The Jackie Gleason Show. Dalla fine degli anni settanta e per tutti gli anni ottanta, South Beach fu più che altro una comunità di pensionati. In questi stessi anni si affermarono i "cocaine cowboys", spacciatori di droga che facevano base nell'area e che vennero raffigurati nel film Scarface del 1983. Inoltre la serie di telefilm Miami Vice utilizzò spesso South Beach per registrare gli esterni.
Anche se molti edifici Art Deco erano stati distrutti per fare posto a nuove costruzioni prima del 1980, a partire da quella data si organizzò un movimento di attivisti guidato da Barbara Capitman che lottò per far includere South Beach nel National Register of Historic Places. Nel 1979 venne creato il Miami Beach Architectural District.
Prima della messa in onda di Miami Vice, South Beach era considerata un'area povera, con alti tassi di criminalità. Oggi molte cose sono cambiate e la zona è una delle più floride e commercialmente sviluppate di Miami. Comunque, esistono ancora zone intorno all'area, ancora caratterizzate da povertà e crimine.
Alla fine degli anni ottanta, infatti, South Beach venne caratterizzata da un vero rinascimento, quando molti addetti dell'industria della moda si trasferirono nella zona. Nel 1989 Irene Marie comprò i Sun Ray Apartments (famosi per una scena di Scarface) ed aprì Irene Marie Models - la prima agenzia di modelle in Florida a livello internazionale. La seguirono molte altre agenzie di New York. Fotografi e stilisti da tutto il mondo scoprirono il quartiere dell'Art déco.
Al giorno d'oggi, South Beach è un centro di divertimenti, con centinaia di nightclubs, ristoranti e hotel davanti all'oceano. La zona è popolare sia tra i turisti americani sia tra quelli stranieri. Il tedesco si è affermato come terza lingua, dopo l'inglese e lo spagnolo. Il gran numero di turisti europei ha fatto sì che a South Beach si sia abbastanza tolleranti con il topless. Altro attributo estetico sono le cabine dei bagnini.

## Geografia

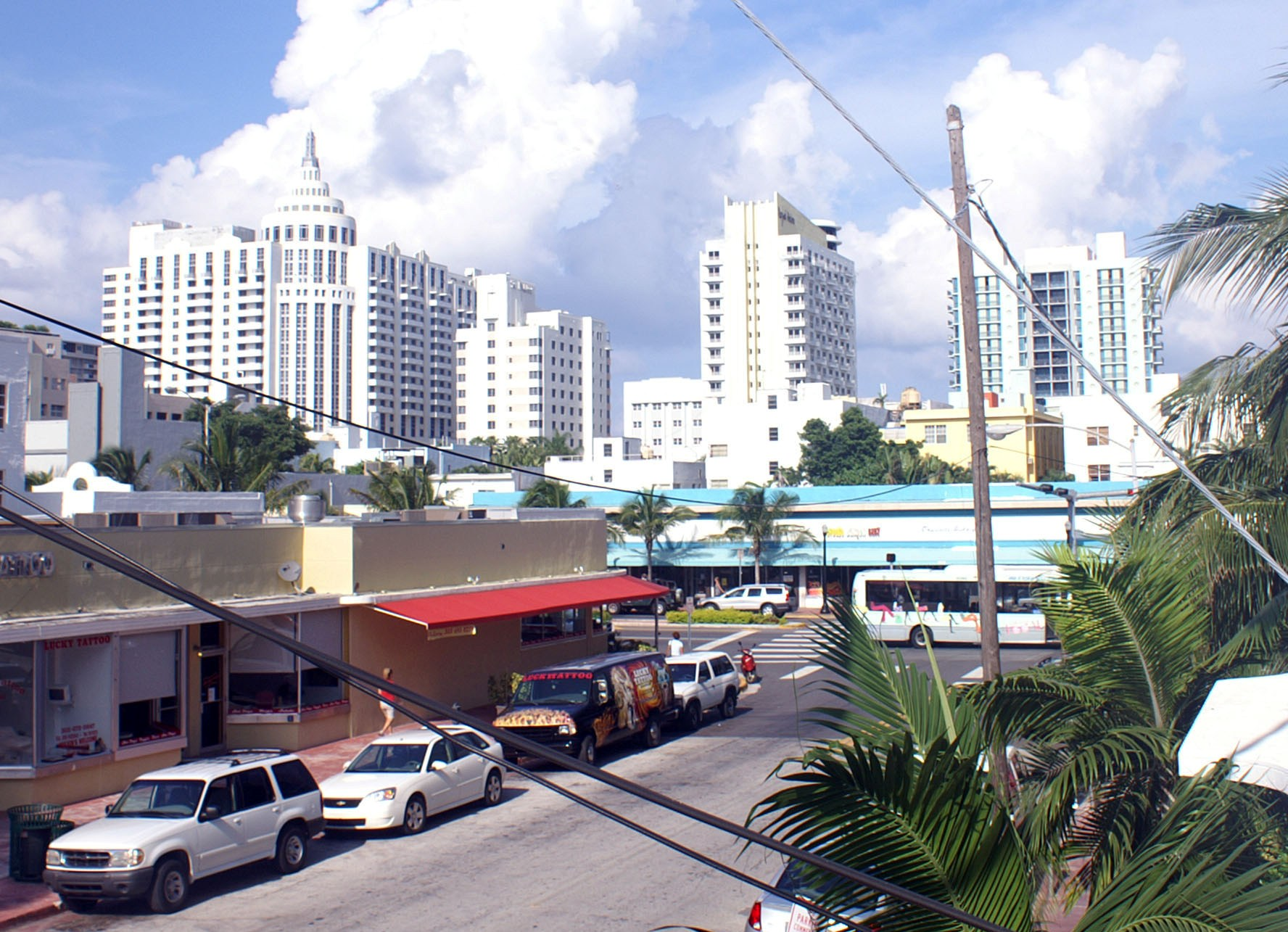
South Beach, vista verso est dalla quindicesima strada vicino a Washington Avenue con gli hotel Loews, St. Morritz e Royal Palm sullo sfondo

South Beach è attraversata da strade (streets) che corrono da est ad ovest. Da nord a sud corrono le 13 Roads e Avenues che, dal lato della Baia di Biscayne, sono Bay Road, West Avenue, Alton Road, Lenox Avenue, Michigan Avenue, Jefferson Avenue, Meridian Avenue, Euclid Avenue, Pennsylvania Avenue, Drexel Avenue, Washington Avenue, Collins Avenue (Route A1A) ed Ocean Drive. Tre avenues minori (che non percorrono l'intera lunghezza della spiaggia) si trovano nell'area di Collins Park e si chiamano Park, Liberty, e James. Per i locali il confine settentrionale di South Beach corre lungo Dade Boulevard da Lincoln Road, sulla parte dell'isola verso la baia e si dirige a nord est, fino a che incontra la 24ªstrada, che forma il limite nord dal lato dell'oceano.

### Zone residenziali

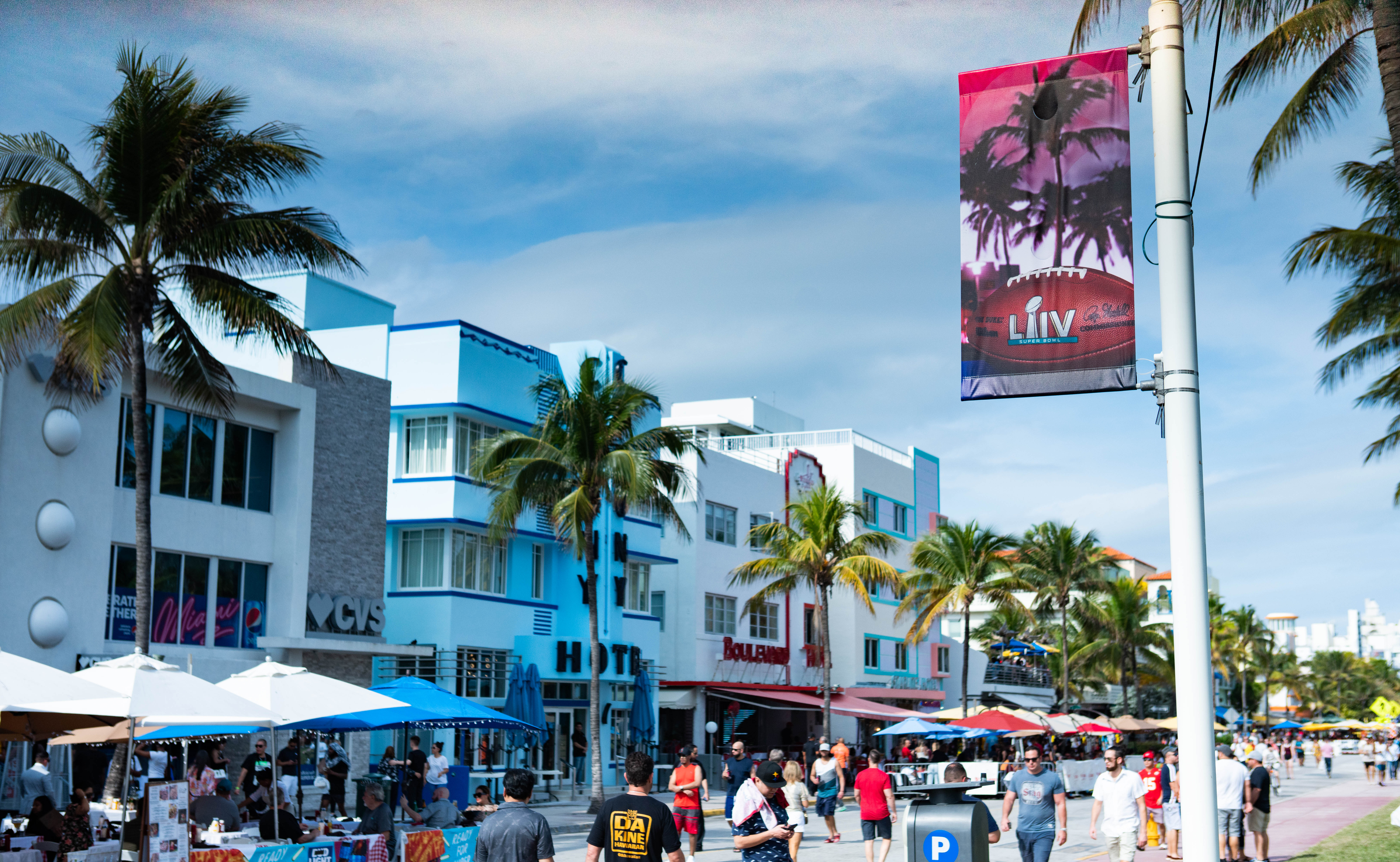
Ocean Drive. Vista verso nord.

Nel 2005, South Beach aveva i valori immobiliari più elevati a Miami Beach. Anche se la zona è per gran parte residenziale, non mancano grandi edifici come la Portofino Tower e simili, come ICON (progettato dal designer Philippe Starck), il Continuum e il Murano at Portofino. Si trovano A South Beach diverse destinazioni della vita notturna, come Opium Garden, Privé, Nikki Beach Club, e Pearl. Non mancano ristoranti e bar come Joe's Stone Crabs, Smith & Wollensky's steak house, e il China Grill.
Flamingo Park è il quartiere subito a nord della 5ª e si espande da Alton Road ad ovest fino a Washington Avenue ad est, limitato a nord dalla Lincoln Road, senza però includere Lenox. Questo settore è composto principalmente da edifici bassi, lo sviluppo commerciale si trova per la maggior parte nell'area limitata da Alton Road, Washington Avenue, e Lincoln Road. Attualmente non vi è nulla di importante per quanto riguarda la vita notturna, con l'eccezione del Tantra sulla 15ª Strada. Comprende anche il Flamingo Park, uno dei parchi pubblici di South Beach, che comprende strutture ricreative come campi da tennis, racketball e pallacanestro.
Flamingo West è un quartiere di singole case familiari che si spandono dal nord del Parco verso Lincoln Road sulla Lennox e Michigan Avenues.
Collins Park è il quartiere di South Beach più movimentato, secondo il Miami New Times. Il giornale cita il nuovo Santuario Spa Resort, una libreria pubblica, e diversi progetti aperti come testimonianza della dichiarazione. Collins Park va dalla 17th Street verso sud, 23rd Street verso nord, l'Atlantic Ocean verso est, e Washington Avenue/Pinetree Drive verso ovest. È proprio di fronte al Miami Beach Convention Center. Collins Park consiste principalmente in bassissimo edificio in art déco costruito tra il 1930 e 1950; è anche la location del Bass Museum of Art. L'area è attualmente in gentrificazione, come molti dei vecchi appartamenti dal 1980s (molti dei quali hanno sbarre alle finestre) sono stati acquisiti da una major di New York e il vero patrimonio del South Florida si sta sviluppando per essere convertito in condomini.
In più, molti altissimi edifici sono localizzati lungo la Bay Road e West Avenue, e ci sono più famiglie residenti nel locale al nord della Lincoln Road ed est di Collins Park. Il Flamingo, il più grande complesso di appartamenti del mondo, si trova in Bay Road.

### Aree commerciali ed altro

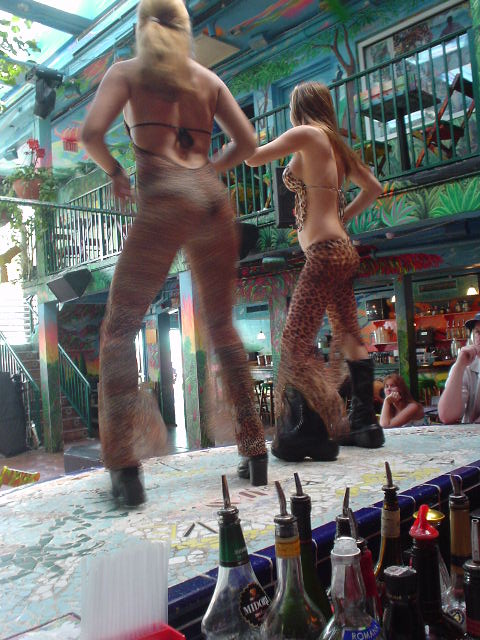
Ragazze danzano al Mango's bar su Ocean Drive

#### Collins Avenue
Collins Avenue corre parallela alla Ocean, un isolato ad ovest. È anche conosciuta come State Road A1A. Collins è la casa di molti storici hotel Art Deco, e diversi nightclubs al nord, inclusi Mynt e Rokbar.

#### Española Way
Española Way, che va da Collins Avenue alla Pennsylvania Avenue, venne concepita da N.B.T. Roney (of the Roney Plaza Hotel) nel 1925 come "Lo storico villaggio spagnolo," modellato in base ai villaggi mediterranei trovati in Francia e Spagna. Oggi consiste in gallerie d'arte, ristoranti e strani negozi.

#### Washington Avenue
Washington Avenue è una delle più conosciute vie di South Beach. Scorre parallela alle Ocean and Collins, Washington è famosa per avere alcuni dei più grandi e popolari nightclub, come Crobar e Mansion. Durante la "stagione" (15 ottobre fino al 15 maggio) la strada è bloccata nel traffico fino alle prime ore del mattino (circa le 6) ogni notte della settimana. Nel 1990 South Beach venne conosciuta come il luogo dei nighclub, ci sono nightclub mogol incluso Ingrid Casares, che include tra gli investitori la cantante Madonna Ciccone.

### Fotografia di moda
South Beach è una delle più famose location per set fotografici di moda, e rende l'area di Miami uno dei luoghi più importanti degli Stati Uniti d'America per questa attività. Approssimativamente 1 500 modelli vivono nell'area, con molti altri arrivi durante la prima stagione di fotografia, che va da ottobre a marzo. Ocean Drive è uno dei più popolari set, ma anche le strade sono molto utilizzate.